# Vorwerk (Niedersachsen)
 For alternative betydninger, se Vorwerk. (Se også artikler, som begynder med Vorwerk)
Vorwerk er en kommune i Samtgemeinde Tarmstedt med godt 1.000 indbyggere (2013). Den ligger i den vestlige del af Landkreis Rotenburg (Wümme), i den nordlige del af den tyske delstat Niedersachsen. Samtgemeindens administration ligger i byen Tarmstedt.

## Geografi
Kommunen ligger i trekanten mellem Elben, Weser og Nordsøen, ved grænsen til landkreisene Osterholz (mod nordvest) og Verden (mod sydvest). Landkreisens administrationsby Rotenburg (Wümme) ligger mod østsydøst; mod sydvest ligger Bremen.
I kommunen ligger ud over hovedbyen Vorwerk, landsbyerne Bucholz og Dipshorn, der iblev indlemmet i kommunen i 1974 .